# 奧恩省
奧恩省（法語：Orne）是法國西北部诺曼底大区所轄的省份。奥恩省得名于奥恩河。奥恩省面积6,103平方公里，总人口292,609 (2007)。省会位于阿朗松。

## 历史
奥恩省设立于1790年3月4日，是法国大革命期间创设的83个省之一。

## 经济
奥恩省经济中心位于阿朗松。该省经济以农业为主。